# Luigi Arditi
Luigi Arditi (ur. 16 lipca 1822 w Crescentino, zm. 1 maja 1903 w Hove) – włoski kompozytor i dyrygent.
Komponował walce, opery i pieśni. Ostatnie lata swego życia spędził w Wielkiej Brytanii. Najbardziej znane kompozycje to:
- walc Il Baccio
- opera I briganti
- opera Il corsaro
- opera La spia